# 南方街头运动
南方街头运动是发源于中国大陆南方城市如广州、深圳等地的主要以闹市区举牌抗议为形式的民众运动。参与者多为草根活动家。据南方街头运动发起人之一王爱忠介绍，由于意识到停留在网上的意见和呼吁效果很差，所以他与刘远东、欧荣贵、杨崇等，发起了“从网络到广场”的概念。每个月的最后一个星期天的下午两点钟在广州黄花岗烈士陵园定期聚会，是南方街头运动的起步。参与者也从广州本地，到周边城市，甚至湖南广西等地。

## 活动
南方街头运动最常见的形式是在闹市区，公园等公共场所举牌抗议，拍照并在网络发布。相较于一般维权活动，南方街头运动的诉求常常更为直接，比如“废除一党专政，建立民主中国”。
2013年《南方周末》新年特刊事件中，南方街头运动多位活动家参与组织声援南周编辑。据王爱忠介绍，南周事件发生之前广东较为宽容。上街举牌后最多喝茶或做笔录。但南周事件之后，手段变为刑事拘留或遣返。
2013年，南方街头运动和新公民运动都参与了要求中国大陆政府官员公布财产的活动。著名的有郭飞雄和赤壁五君子（袁奉初（袁兵）、袁小华、黄文勋、陈剑雄（陈进新）、贾榀、李银莉）。

## 官方反应
2012年3月31日，杨崇、欧荣贵、肖勇、黄文勋、刘姗娟等十余人在广州街头举牌要求“胡锦涛带头公开财产”。2012年4月初，杨崇、欧荣贵、肖勇、黄文勋被广州公安以“非法集会”罪名刑事拘留，欧荣贵、肖勇、黄文勋一个月后取保候审，4月28日杨崇被以“滥伐林木”罪遭逮捕，转押至杨崇老家江西省湖口县看守所，后被判刑一年。
2013年2月刘远东被公安机关以“虚报注册资本罪”拘捕，12月份被追加“聚众扰乱公共场所秩序”罪名。起诉书指，刘远东于本年一月份，曾在南方报社门外举牌、演讲，吸引达数百群众围观，阻碍民警执法，扰乱社会秩序。又指刘远东曾结集他人参加非法集会，起诉书建议对刘远东数罪并罚。
2013年5月25日赤壁五君子（袁奉初（袁兵）、袁小华、黄文勋、陈剑雄（陈进新）、李银莉）被捕。
2013年8月8日，郭飞雄被拘。
2013年8月13日，维权人士孙德胜被拘捕，后被证实以“涉嫌扰乱公共场所秩序罪”刑事拘留，羁押在广州市天河区看守所。孙德胜原籍湖北长居广州，一直参与维权、举牌、公民聚餐活动。孙德胜这次被刑拘的主要原因可能跟他举牌呼吁释放北京公盟负责人许志永有关。
2013年10月，谢文飞及陈剑雄，因街头举牌被警方以“扰乱公共秩序”罪刑拘，一个月后获取保候审。
2014年5月，王清营，唐荆陵，袁新亭被刑事拘留，后被判刑。

## 评价
街头运动的观察家广州吴魁民律师认为：
这一街头运动不同于一般意义上的维权和争取利益的活动，而是一种政治化的行动。因而这种街头举牌抗议获得了不寻常的意义。“原来可能大家都有这种思想，但要真正走上街头，在街头上举个牌，呼吁民主，那就是完全的政治行为，不是维权或者个人利益的概念。完全是政治化的”。